# 노치우라 나쓰미
노치우라 나츠미(일본어: 後浦なつみ)는 헬로! 프로젝트의 고토 마키와 마츠우라 아야, 아베 나츠미로 구성된 유닛이다.

## 멤버
- 고토 마키 (전 모닝구무스메。) - 2007년 10월 28일, 하로프로 졸업 이후, 2008년 6월 20일, 에이벡스로 이적.
- 마츠우라 아야 - 2009년 3월 31일, 하로프로 졸업.
- 아베 나츠미 (전 모닝구무스메。) - 2009년 3월 31일, 하로프로 졸업.

## 개요
- 유닛명은 고토의 고(後)(「노치」라고 읽는다), 마츠우라의 우라(浦), 아베의 나츠미(なつみ)를 조합한 것으로, 프로듀서인 층쿠♂ (샤란Q)가 그 명을 정했다. 2002년의 고맛토에 이어, 헬로! 프로젝트내에서 솔로 활동을 실시하는 멤버로 결성된 3인조 유닛이기도 하다.
- 싱글「연애전대 시츠렌쟈(恋愛戦隊シツレンジャー)」로 데뷔. C/W곡의「LOVE LIKE CRAZY」를, 당초는 동싱글의 타이틀 곡으로서 낼 예정이었지만, 릴리스 직전이 되어 타이틀곡과 C/W곡을 바꿔 넣었다는 경위가 있다. 오리콘 주간 차트 최고 4위. 활동 재개가 없을 따름, 작품이 유일한 싱글.
- 아베에 의하면, 시트렌쟈는 슈퍼전대 시리즈의「전대」의 하나와 공인되고 있는 것 같다.「뮤직 스테이션」(테레비아사히)에의 출연시 등, 당시 방송되고 있던 같은 국의 프로그램「특수전대 데카레인저」의 출연 캐릭터와의 콜라보레이션(난투 장면 씬)을 자주 볼 수 있었다.
- 당초,「제55회 NHK 홍백가합전」에의 출장이 정해져 있었지만, 출장 결정 후의 2004년 12월 1일에, 아베가 사진집이나 라디오 코너에서 발표하고 있던 자작사의 도작 문제가 발각, 아베는 동년 12월부터 다음 2005년 1월 말까지 근신, 동기 사이에 해당하는「홍백」의 출장도 사퇴했다. 그 결과, 고토와 마츠우라의 2인조로의 출장이 되어, 유닛명도「나츠미」의 이름을 남긴「노치우라 나츠미」의 상태로는 실태에 맞지 않는다는 의견도 있어,「고토 마키 & 마츠우라 아야」명의로의 출연이 되었다. 또 기간 한정 유닛인 때문, 2005년 1월 말까지 행해진, 2005년 일본 국제 박람회 파트너십 사업 이벤트「Hello! Project 2005 Winter 올스타즈 대난무 A HAPPY NEW POWER! ~ 이이다 카오리 졸업 스페셜 ~」등에의 유닛 출장의 도도 끊어져 그 시점에서는 실질제 해 무너뜨려에 종료라고 생각되고 있었다.
- 2005년 2월이 되고, 아베의 복귀·사죄 및 메론키넨비와의 리뷰 개시 기자 회견의 자리에서 돌연「노치우라 나츠미 콘서트 투어 2005 봄「트라이앵글 에너지」」의 개최가 발표되어 적어도 투어 종료 예정일(5월 8일)까지의 활동 연장이 되었다. 종래, 고맛토를 시작으로 하고, 이와 같은 기간 한정의 유닛 활동은 라이브 투어에 결부되는 일은 없었기 때문에, 전례를 뒤집은 일이 된다. 덧붙여 헬로! 프로젝트의 라이브 투어에 전형적인「퍼스트」등의 회수를 의미하는 말이, 투어명에는 포함되지 않았다.

## 음악

### 싱글
1. 恋愛戦隊シツレンジャー (2004년 10월 6일)
  - 커플링：LOVE LIKE CRAZY

### 앨범
1. 풋치베스트5 (2004년 12월 22일)
  - LOVE LIKE CRAZY (Smooth Jazzy Mix) 수록.
2. 헬로! 프로젝트 스페셜 유닛 메가 베스트 (2008년 12월 10일)

### DVD
1. 싱글V·恋愛戦隊シツレンジャー (2004년 10월 27일)
  - C/W「LOVE LIKE CRAZY」도 수록.
2. 풋치베스트 5 DVD (2004년 12월 15일)
  - 恋愛戦隊シツレンジャー (VOCAL Ver.) 수록.
3. 노치우라 나츠미 콘서트 투어 2005 DVD 팜플렛 (NN-01)
  - 콘서트 회장에서 발매되었다.
4. 노치우라 나츠미 콘서트 투어 2005 봄 「트라이앵글 에너지」(2005년 8월 3일)

## 서적

### 사진집
- 노치우라 나츠미 라이브 사진집「TRIANGLE ENERGY」(2005년 7월 6일, 竹書房) ISBN 4-8124-2249-3

## 출연

### 이벤트
- Hello! Project SPORTS FESTIVAL 2004 (2004년 11월 14일, 토요타 스타디움)

### 콘서트
- 노치우라 나츠미 콘서트 투어 2005 봄「트라이앵글 에너지」(2005년 4월 10일 ~ 5월 8일)